# Родня
«Родня́» — советский трагикомедийный кинофильм, снятый режиссёром Никитой Михалковым по сценарию Виктора Мережко в 1981 году. Сценарий фильма был написан специально для Нонны Мордюковой.

## Сюжет
Мария Васильевна Коновалова (Нонна Мордюкова), простая, но чрезвычайно душевная женщина  из деревни, едет в город навестить дочь Нину (Светлана Крючкова) и любимую внучку Иришку (Федя Стуков). В поезде она знакомится с главным инженером рыбзавода, тоже немолодым, но очень добрым и милым человеком. В городе добрая и простодушная женщина никак не предполагала, в каком мире живут её самые дорогие и, пожалуй, единственно близкие ей люди. Она узнаёт, что дочь начала курить, не любит мужа, с которым не живёт, хотя и не развелась, не любит свою работу, на которую выучилась, чтоб только уехать из села, да и жизнь свою, похоже, не очень любит. Всё это отрицательно сказывается на внучке. Пытаясь разобраться с помощью своих деревенских представлений о жизни в сложных отношениях дочери с бывшим мужем (Юрий Богатырёв), она приносит им и себе немало огорчений.

## В ролях
- Нонна Мордюкова — Мария Васильевна Коновалова
- Светлана Крючкова — Нина, дочь Марии
- Андрей Петров — Юрий Николаевич Ляпин, главный инженер рыбного завода, попутчик Марии
- Юрий Богатырёв — Станислав Павлович (Тасик), муж Нины
- Фёдор Стуков — Иришка, дочь Нины и Тасика, внучка Марии
- Иван Бортник — Владимир Иванович Коновалов (Вовчик), бывший муж Марии
- Олег Меньшиков — Кирилл, сын Вовчика от второго брака
- Владимир Хотиненко — Варелик, мотоциклист, сосед Вовчика
- Никита Михалков — официант
- Александр Адабашьян — официант Саня / стекольщик на перроне
- Павел Лебешев — Павел Тимофеевич, повар в ресторане
- Всеволод Ларионов — генерал-лейтенант
- Римма Маркова — Римма Васильевна, администратор в гостинице
- Сергей Газаров — гость на проводах Кирилла
- Юрий Гусев — адъютант генерала, майор
- Руслан Ахметов — водитель такси
- Евгений Цымбал — официант
- Лариса Кузнецова — Лара, спутница Станислава в ресторане
- Георгий Милляр - оператор силового аттракциона в парке.

## Съёмки
Основная часть фильма снята в Днепропетровске, сцены в ресторане — в Пущине (Подмосковье), бегун — на Республиканском стадионе в Киеве. Днепропетровск был выбран потому, что там жил родной брат сценариста Виктора Мережко — Юрий.
На одну из основных музыкальных тем фильма, созданных Эдуардом Артемьевым, поэт Николай Зиновьев написал стихи, в результате чего появилась песня «Полёт на дельтаплане», известная в исполнении Валерия Леонтьева.
В фильме участвует Ансамбль Дмитрия Покровского, который исполняет финальную песню совместно с ансамблем «Арсенал».